# Plus grandir (album)
Albums de Mylène Farmer
Histoires de
(2020) L'Emprise
(2022)
Plus grandir (Best of 1986-1996) est une compilation des premiers titres de Mylène Farmer, éditée le 20 août 2021 par son ancienne maison de disques, Universal. 
Composée de 23 titres, cette compilation comprend les singles extraits des albums Cendres de lune (à l'exception de Maman a tort), Ainsi soit je..., L'Autre... et Anamorphosée, mais aussi les singles Live extraits de Mylène Farmer en concert et Live à Bercy, ainsi que les titres À quoi je sers..., Que mon cœur lâche et la version anglaise de ce dernier, My Soul is Slashed.
Bien que la chanteuse ne soit pas à l'origine de cette sortie et qu'aucun titre inédit ne soit inclus dans cette compilation, l'album se classe n°1 des ventes et sera certifié disque d'or.

## Histoire

### Genèse
Le 15 mars 2017, Mylène Farmer décide de quitter sa maison de disques Universal après plus de trente ans de collaboration, afin de rejoindre Sony Music.
Après l'album Désobéissance (double disque de platine en 2018) et le Live 2019 (disque de platine en 2019), la chanteuse sort le 4 décembre 2020 Histoires de, son troisième Best of. Dans cette compilation, certifiée disque de platine en deux mois, les titres issus des albums Cendres de lune, Ainsi soit je..., L'Autre... et Anamorphosée sont proposés dans leur version Live, Universal détenant les droits de ses albums sortis entre 1986 et 1997.
Après avoir multiplié les rééditions des premiers disques de la chanteuse depuis son départ pour Sony, Universal décide alors de sortir, huit mois après Histoires de, une compilation de chansons dont ils détiennent les droits, regroupant tous les singles de Plus grandir (1985) à Ainsi soit je (Live) (1997).

### Sortie
La compilation Plus grandir (Best of 1986-1996) sort le 20 août 2021.
Bien que la chanteuse ne soit pas à l'origine de cette sortie et qu'aucun titre inédit ne soit inclus dans cette compilation, l'album se classe n°1 des ventes et sera certifié disque d'or.

## Pochette
La pochette est illustrée par une photo de Mylène Farmer accroupie, prise par André Rau au milieu des années 1990 devant un fond bleu.

## Liste des titres

### CD et Cassette
Le double CD comprend 23 titres, tout comme la cassette audio.
| 1.  | Plus grandir                    | Mylène Farmer     | Laurent Boutonnat    | Cendres de lune  | 4:05 |
| 2.  | Libertine                       | Laurent Boutonnat | Jean-Claude Dequéant | Cendres de lune  | 3:30 |
| 3.  | Tristana                        | Mylène Farmer     | Laurent Boutonnat    | Cendres de lune  | 4:40 |
| 4.  | Sans contrefaçon                | Mylène Farmer     | Laurent Boutonnat    | Ainsi soit je... | 3:52 |
| 5.  | Ainsi soit je...                | Mylène Farmer     | Laurent Boutonnat    | Ainsi soit je... | 4:32 |
| 6.  | Pourvu qu'elles soient douces   | Mylène Farmer     | Laurent Boutonnat    | Ainsi soit je... | 4:12 |
| 7.  | Allan (Live)                    | Mylène Farmer     | Laurent Boutonnat    | En concert       | 5:13 |
| 8.  | À quoi je sers...               | Mylène Farmer     | Laurent Boutonnat    | -                | 4:36 |
| 9.  | Sans logique                    | Mylène Farmer     | Laurent Boutonnat    | Ainsi soit je... | 4:05 |
| 10. | Plus grandir (Live)             | Mylène Farmer     | Laurent Boutonnat    | En concert       | 4:10 |
| 11. | Regrets (avec Jean-Louis Murat) | Mylène Farmer     | Laurent Boutonnat    | L'Autre...       | 4:45 |

| 1.  | Je t'aime mélancolie                        | Mylène Farmer | Laurent Boutonnat | L'Autre...   | 4:23 |
| 2.  | Désenchantée                                | Mylène Farmer | Laurent Boutonnat | L'Autre...   | 4:48 |
| 3.  | Que mon cœur lâche                          | Mylène Farmer | Laurent Boutonnat | -            | 4:08 |
| 4.  | Beyond My Control                           | Mylène Farmer | Laurent Boutonnat | L'Autre...   | 4:51 |
| 5.  | My Soul is Slashed                          | Mylène Farmer | Laurent Boutonnat | -            | 4:17 |
| 6.  | XXL                                         | Mylène Farmer | Laurent Boutonnat | Anamorphosée | 4:25 |
| 7.  | L'instant X                                 | Mylène Farmer | Laurent Boutonnat | Anamorphosée | 4:15 |
| 8.  | Comme j'ai mal                              | Mylène Farmer | Laurent Boutonnat | Anamorphosée | 3:56 |
| 9.  | Rêver                                       | Mylène Farmer | Laurent Boutonnat | Anamorphosée | 4:54 |
| 10. | California                                  | Mylène Farmer | Laurent Boutonnat | Anamorphosée | 4:15 |
| 11. | La Poupée qui fait non (Live) (avec Khaled) | Frank Gérald  | Michel Polnareff  | Live à Bercy | 4:24 |
| 12. | Ainsi soit je (Live)                        | Mylène Farmer | Laurent Boutonnat | Live à Bercy | 4:41 |

### 33 tours
Le 33 tours comprend 20 titres, les versions Live de Plus grandir, La Poupée qui fait non et Ainsi soit je ayant été enlevées.

### Coffret CD-DVD
Un coffret est édité, incluant l'édition double CD et un DVD de 20 clips.

Les clips de Pourvu qu'elles soient douces, Sans logique et My Soul is Slashed ne figurent pas sur le DVD.

## Description de l'album
Composée de 23 titres, cette compilation comprend les singles extraits des albums Cendres de lune (à l'exception de Maman a tort), Ainsi soit je..., L'Autre... et Anamorphosée, mais aussi les singles Live extraits de Mylène Farmer en concert et Live à Bercy, ainsi que les titres À quoi je sers..., Que mon cœur lâche et la version anglaise de ce dernier, My Soul is Slashed.
Bien que l'album s'intitule Plus grandir (Best of 1986-1996), la période concernée couvre en réalité les années de 1985 (le 45 tours Plus grandir étant sorti en septembre 1985) à 1997 (l'album Live à Bercy étant sorti en mai 1997).
L'ordre des chansons ne respecte pas la chronologie des sorties de singles.

## Classements et certifications
Classée n°1 des ventes en France et en Wallonie dès sa sortie, cette nouvelle compilation est certifiée disque d'or en France un an après sa sortie.
| Classement                       | Meilleure position |
| -------------------------------- | ------------------ |
| Belgique (Flandre Ultratop)      | 153                |
| Belgique (Wallonie Ultratop)     | 1                  |
| France (SNEP - Ventes physiques) | 1                  |
| France (SNEP - Top Mégafusion)   | 1                  |
| Grèce (IFPI Greece)              | 12                 |
| Suisse (Schweizer Hitparade)     | 69                 |
| Suisse (Suisse romande)          | 6                  |

| Classement annuel (2021)     | Position |
| ---------------------------- | -------- |
| Belgique (Wallonie Ultratop) | 91       |
| France (SNEP - Mégafusion)   | 142      |

### Certifications
| Pays          | Certification |
| ------------- | ------------- |
| France (SNEP) | Or            |

## Crédits
| - Paroles : Mylène Farmer, sauf : - Libertine (Laurent Boutonnat) - La poupée qui fait non (Frank Gérald) - Musique : Laurent Boutonnat, sauf : - Libertine (Jean-Claude Dequéant) - La poupée qui fait non (Michel Polnareff) | - Photo : André Rau / H&K - Photo intérieure : Marianne Rosensthiel / Getty Images - Artwork : Yann Orhan / Slo Slo |